# Paradoja de la muerte térmica
Formulada en 1862 por Lord Kelvin, Hermann von Helmholtz y William John Macquorn Rankine, la paradoja de la muerte térmica, también conocida como paradoja de Clausius y paradoja termodinámica, es un argumento reductio ad absurdum que utiliza la termodinámica para mostrar la imposibilidad de un universo infinitamente viejo.

Asumiendo que el universo es eterno surge una pregunta: ¿Por qué el equilibrio térmico no se ha alcanzado aún?

Esta paradoja está basada en el modelo clásico del universo, según el cual este es eterno. La paradoja de Clausius es una paradoja de paradigma. Fue necesaria para enmendar las ideas fundamentales sobre el universo, lo cual conllevó un cambio de paradigma. La paradoja fue solucionada cuando el paradigma fue cambiado.
La paradoja estaba basada en el rígido punto de vista mecánico de la segunda ley de la termodinámica postulada por Rudolf Clausius, según la cual el calor sólo puede transferirse desde un objeto más caliente a uno más frío. Si el universo era eterno, como implicaba el modelo clásico del universo estacionario, éste debería estar ya frío.
Cualquier objeto caliente transfiere calor a su entorno más frío hasta que todo está a la misma temperatura. Para dos objetos a la misma temperatura, el flujo de calor de un cuerpo como al otro y viceversa es exactamente el mismo, por lo que el efecto neto es que no hay ningún cambio . Si el universo era infinitamente viejo, debía haber habido tiempo suficiente para que las estrellas se enfriasen y su entorno se calentase. Por lo tanto, en todas partes en el universo debería haber la misma temperatura y no tendría que haber ninguna estrella, o bien todo tendría que estar tan caliente como las estrellas.
Dado que hay estrellas y el universo no está en equilibrio térmico, éste no puede ser infinitamente viejo.
Esta paradoja no existe en la cosmología del Big Bang o la del estado estacionario. En la cosmología del Big Bang, la edad actual del universo no es suficientemente grande para que el equilibrio se haya alcanzado; mientras que en el estado estacionario, suficiente cantidad de hidrógeno es regenerado continuamente como para permitir una densidad media constante e impedir la disminución de estrellas.